# Haut-Lieu
Haut-Lieu és un municipi francès, situat a la regió dels Alts de França, al departament del Nord. L'any 2006 tenia 432 habitants. Es troba a 100 km de Lilla, Brussel·les o Reims (Marne), a 45 km de Valenciennes, Mons (B) o Charleroi (B). Limita amb els municipis d'Avesnes-sur-Helpe, Avesnelles, Boulogne-sur-Helpe, Cartignies, Étrœungt i Saint-Hilaire-sur-Helpe.

## Demografia
| 1962                                       | 1968 | 1975 | 1982 | 1990 | 1999 |
| ------------------------------------------ | ---- | ---- | ---- | ---- | ---- |
| 414                                        | 415  | 401  | 442  | 458  | 540  |
| Des de 1962: població sense dobles comptes |      |      |      |      |      |

## Administració
| Període   | Identitat        | Partit |
| --------- | ---------------- | ------ |
| 2001-2008 | Michel Hannecart |        |
| 2008-     | Bernard Cabaret  |        |